# Leucochlaena fallax
Leucochlaena fallax là một loài bướm đêm trong họ Noctuidae.